# Sherrié Austin
Sherrié Austin, née le 28 août 1970 est une chanteuse-compositrice de musique country australienne et une actrice qui est très connue aux États-Unis.
Aux États-Unis, on trouve des artistes de la musique country australienne très connus comme Sherrié Austin et Keith Urban.

## Discographie

### Albums
- 1992 : Water To The Soul (Interscope Records)
- 1997 : Words (Arista)
- 1999 : Love In The Real World (Arista)
- 2001 : Followin’ A Feelin’ (Madacy Entertainment)
- 2003 : Streets Of Heaven (Broken Bow Records)
- 2011 : Circus Girl  (Circus Girl Records, LLC)

### Singles
- 1992 : Innocent Child
- 1997 : Lucky in Love
- 1997 : On Solitary Tear
- 1998 : Put Your Heart Into It
- 1998 : Innocent Man
- 1999 : Never Been Kissed
- 1999 : Little bird
- 2001 : Jolene
- 2001 : Time, Love and Money
- 2002 : In The Meantime
- 2003 : Streets Of Heaven
- 2004 : Drivin’ Into The Sun
- 2004 : Son Of A Preacher Man

## Filmographie
- The Facts of Life (1987–1988) (TV)
- Call From Space (1989)
- Open House (1989) (TV - 1 épisode)
- Exile (1990) (TV)
- Shadows of the Heart (1990)
- An American Summer (1991)
- The Fresh Prince of Bel Air (1991) (TV - 1 épisode)